# 모바라정
모바라정(茂原町)은 지바현 조세이군에 일찍이 존재했던 정이다. 현재의 모바라시 중부에 해당한다.
현재의 모바라시는 1952년과 1972년 두 차례에 걸친 신설 합병으로 탄생한 것으로, 본정과는 다른 자치단체다. 

## 역사
- 1889년 4월 1일 - 정촌제 시행에 의해 나가라군 모바라촌이 성립하였다.
- 1952년 4월 1일 - 도고촌, 도요다촌, 니노미야혼고촌, 쓰루에촌, 고고촌과 합병해, 모바라시가 신설되어, 동일 모바라정은 폐지되었다.

## 교통

### 철도
- 국철(현 JR동일본)
  - 도가네 선

### 도로
- 현재의 국도 128호선 (합병후 1953년에 제정)